# František Ladislav Rieger
Pour les articles homonymes, voir Rieger.
František Ladislav Rieger (né le 10 décembre 1818 à Semily (Royaume de Bohême) et mort le 3 mars 1903 à Prague) était un homme politique, un économiste et un journaliste bohémien. Il est devenu célèbre en tant que dirigeant du mouvement national tchèque.

## Biographie

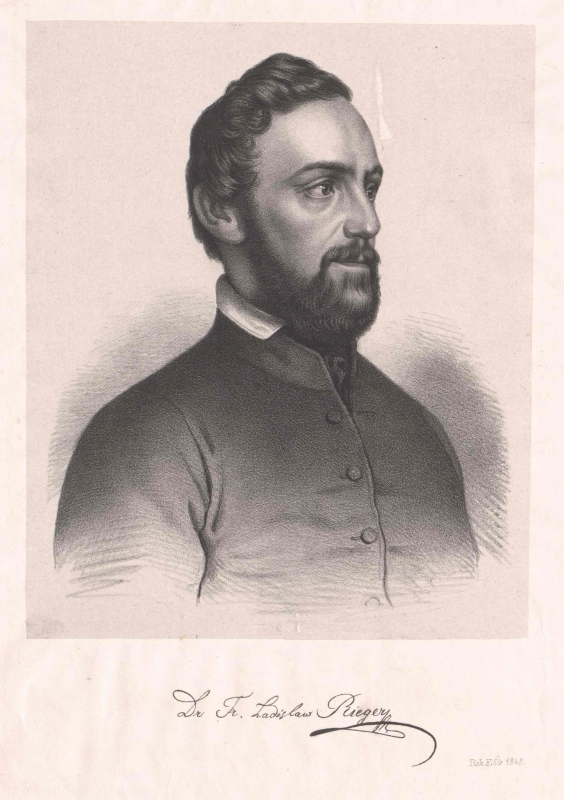
František Ladislav Rieger.

### Les premières années
Rieger est le fils d'un meunier de la petite ville de Semily en Bohême du Nord. Doué à l'école, il part pour étudier le droit et l'économie à l'université de Prague et devenir avocat. Rieger effectue ses études pendant la période du Vormärz précédant le Printemps des peuples de 1848. Cette une période d'effervescence politique : le ministère du « chancelier de fer » Metternich touche à sa fin alors qu'émerge en Bohême une bourgeoisie gagnée aux idées libérales et que le sentiment national tchèque progresse. Dans ce contexte où les étudiants ne sont pas les plus inactifs, Rieger s'engage dans la vie associative, assurant notamment le secrétariat de la section tchèque de l'Association pour la défense de l'industrie fondée en 1833, et qui rassemble alors les cercles les plus progressistes de la bourgeoisie et des intellectuels de Bohême qui y forment leur conscience politique et nationale. C'est au sein de cette association dont František Palacký a pris le contrôle dans les années 1840 que Rieger accomplit ses premiers pas en politique aux côtés d'autres futurs politiciens tchèques libéraux comme Antonín Strobach (cs) ou Pravoslav Trojan (cs).
Chez Rieger et ses condisciples, le désir d'une société plus libérale se conjugue avec le vœu de la reconstitution d'un royaume de Bohême dans le cadre de la monarchie des Habsbourg. Lecteurs de Herder et des « éveilleurs » de la nation tchèque comme Josef Jungmann, Palacký et Rieger promeuvent dans leurs écrits et leurs discours l'identité tchèque, alors que l'usage de leur langue commence à se répandre dans des centres urbains où seul l'allemand était parlé depuis le XVIIe siècle. Encore jeunes et non dénués d'un certain romantisme, ils voyaient dans le soulèvement polonais de 1830 un exemple à suivre pour les Tchèques, qui étaient privés d'autonomie politique sous la tutelle autrichienne. Rieger fut brièvement arrêté au cours de ses études pour avoir hébergé un réfugié polonais dans sa chambre d'étudiant.

### La révolution de 1848
1848 permet les premiers pas politiques de Rieger, qui siège en juillet 1848 à l'assemblée constituante rassemblée à Vienne. Il est remarqué par ses talents d'orateur et sa défense intransigeante du principe de souveraineté populaire. Il se lie rapidement d'amitié avec les autres figures du mouvement national tchèque, comme l'historien František Palacký. Rieger et Palacký se font alors les avocats d'un royaume de Bohême autonome au sein d'une fédération dirigée par les Habsbourgs : ce courant restera connu sous le nom d'austroslavisme et l'emporte face au panslavisme lors du Congrès slave ouvert le 2 juin 1848 par les Tchèques à Prague. Relativement modéré par rapport au panslavisme professé par de nombreux nationalistes tchèques de l'époque, cet austroslavisme et les projets des nationalistes tchèques paraîtront encore trop radicaux pour l'empereur François-Joseph, qui rejette le projet de constitution.

### Retrait de la vie politique
À la suite du rejet du projet de constitution et du retour à un régime impérial autoritaire incarné par le Premier ministre Bach, les libéraux tchèques se retirent de la vie politique : Rieger s'exile deux ans en France et en Grande-Bretagne. De retour à Prague en 1851, il pose sa candidature pour enseigner l'économie à l'université Charles où il a étudié, mais celle-ci est refusée pour des raisons politiques. Après avoir épousé en 1853 Marie Palacká, la fille de František Palacký, Rieger se lance alors seul dans la recherche et publie de nombreux ouvrages d'économie, devenant un des fondateurs de la science économique tchèque. Désireux de promouvoir la connaissance du patrimoine culturel tchèque, il commence en 1858 la rédaction du Slovnik naučný, dictionnaire encyclopédique qui sera publié en onze volumes de 1859 à 1874. Il s'implique également dans la presse en lançant le 1er janvier 1861 les Národní Listy (les « Feuilles nationales ») dans lesquelles il esquisse le programme national des libéraux tchèques : égalité des droits des nationalités de l'Empire, droits civiques et large autonomie de la Bohême. Il obtient la construction en 1864 d'un théâtre provisoire destiné au répertoire tchèque, en attendant que soit achevé le Théâtre national alors encore à l'état de projet.

### Le Parti national
La chute à Vienne en 1859 du ministère Bach marque le retour de Rieger en politique. Le Diplôme d'octobre de François-Joseph mécontente Rieger, Palacký et les autres partisans de l'autonomie de la Bohême car il ne satisfait pas leurs revendications. Palacký confie à son gendre en 1861 la présidence du Parti national. Rieger entreprend alors la rédaction d'un nouveau projet de statut pour la Bohême, qui prévoit l'égalité nationale du peuple tchèque dans l'empire des Habsbourg, le rétablissement des droits civiques et une large autonomie administrative. Une partie du programme est adoptée par le Reichsrat, mais Rieger échoue à convaincre l'empereur François-Joseph Ier d'Autriche d'accorder à nouveau aux pays de la couronne de Bohême les statuts prévus dans la Constitution de 1627. À l'injonction de Rieger, les députés du Parti national décident alors de boycotter à partir de 1863 les séances de la diète de Bohême et du Reichsrat de Vienne. Pendant les vingt années qui vont suivre les relations entre Prague et Vienne seront placées sous le signe de cette politique de résistance passive. Le passage à la Double Monarchie austro-hongroise, caractérisé par une très large autonomie accordée à la Hongrie (1867) et l'attribution d'un statut plus libéral à la Galicie (1868) irritent les dirigeants tchèques, qui ne veulent pas d'un statut de peuple de second rang dans la Double Monarchie et pressent Vienne de leur accorder davantage d'autonomie : Rieger présente en 1871 un second projet de constitution fédérale et négocie en 1871 avec le ministère Hohenwart des « Articles fondamentaux » qui donnent à la Bohême (sans la Moravie et la Silésie) une large autonomie dans tous les domaines, seules la politique étrangère, la défense et certains domaines économiques et financiers restant de la compétence de Vienne.
François-Joseph promet de signer les « Articles fondamentaux », mais il retire sa promesse en octobre 1871 en raison de la double opposition des Hongrois (qui craignent une remise en cause de leur poids dans la Double Monarchie) et du chancelier Beust. Les pays de la couronne de Bohême continuent de faire partie de la Cisleithanie, la partie de la Double Monarchie administrée par Vienne. Dans les pays tchèques, l'opposition se radicalise, et les partisans de l'autonomie nationale vont se scinder en deux blocs apparus dans les années 1860 : les Vieux Tchèques (en) incarnés par Rieger et Palacký continuent de plaider pour une politique de résistance passive par le boycott des assemblées, alors que les Jeunes Tchèques aux thèses plus radicales se structurent en courant politique et remportent leurs premiers sièges après les élections de 1874. Rompant avec les Vieux Tchèques, ils retournent siéger à la diète de Bohême.
Rieger s'efforce parallèlement de développer les relations du Parti national avec la France de Napoléon III, même si celle-ci suscite la méfiance de certains adhérents du parti qui jugent l'Empire trop autoritaire. Pour se concilier l'appui de l'aristocratie de Bohême, le parti devient plus conservateur au détriment de ses racines libérales. Rieger est conscient du peu d'intérêt de la noblesse, en grande partie germanisée, pour l'idée nationale tchèque, mais celle-ci lui assure un accès à la cour qui lui est indispensable. Bien que non-pratiquant lui-même, Rieger cherche également à se concilier l'Église en participant à des pèlerinages.
En 1867, Rieger se rend avec Palacký à Moscou à un congrès panslave et se voit taxé à son retour de panslaviste par les Allemands de Bohême. Bien que non panslaviste, Rieger ne dissipera pas clairement ce malentendu auprès des Allemands de Bohême, suscitant leur méfiance.

### La division du parti
Malgré sa popularité, Rieger et les autres nationalistes de sa génération vont par leur conservatisme, leurs relations étroites avec la noblesse et le clergé catholique entrer en conflit avec la jeune garde du parti. Les Jeunes Tchèques deviennent un courant du parti qui s'oppose aux Vieux Tchèques conduits par Rieger. En 1883, Rieger est dépassé aux yeux de ceux-ci en affirmant qu'une maîtrise parfaite de l'allemand fait partie du bagage indispensable de l'homme cultivé. En 1879 il met fin au boycott par le parti de la diète de Bohême et du Reichsrat, où il sera un des soutiens de la majorité fédéraliste soutenant le gouvernement du comte Taaffe. La fraction des Vieux Tchèques perdra finalement en 1891 la majorité à la diète de Bohême au bénéfice des Jeunes Tchèques.

### Les dernières années
Rieger achèvera sa carrière politique avec les honneurs. Fait baron (Freiherr), il reçoit un siège au Sénat impérial. Il décède chez lui, au palais Mac Neven, et ses funérailles le 3 mars 1903 seront l'occasion d'une grande manifestation de ferveur patriotique.